# Robert Hale (Politiker)

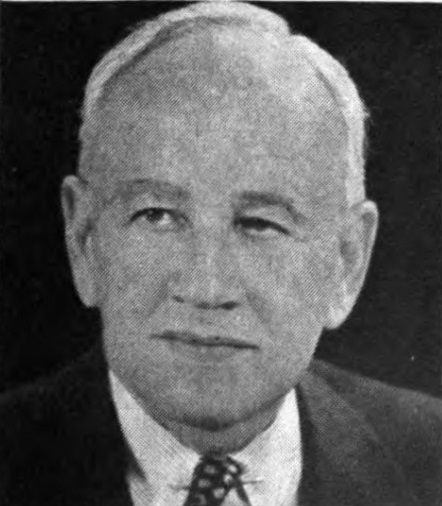
Robert Hale

Robert S. Hale (* 29. November 1889 in Portland, Maine; † 30. November 1976 in Washington, D.C.) war ein US-amerikanischer Politiker. Zwischen 1943 und 1959 vertrat er den Bundesstaat Maine im US-Repräsentantenhaus.

## Werdegang
Robert Hale war ein Cousin von Frederick Hale (1874–1963), der zwischen 1917 und 1940 den Staat Maine im US-Senat vertrat. Robert besuchte die öffentlichen Schulen seiner Heimat einschließlich der Portland High School, die er im Jahr 1906 absolvierte. Anschließend studierte er bis 1910 am Bowdoin College in Brunswick und dann bis 1912 an der University of Oxford in England. Nach einem Jurastudium an der Harvard University und seiner Zulassung als Rechtsanwalt begann er ab 1917 bis 1942 in Portland in seinem neuen Beruf zu praktizieren. Diese Zeit wurde durch den Ersten Weltkrieg unterbrochen, an dem er zwischen 1917 und 1919 als Leutnant der US Army teilnahm.
Hale war Mitglied der Republikanischen Partei. Zwischen 1923 und 1930 saß er als Abgeordneter im Repräsentantenhaus von Maine; in den Jahren 1929 und 1930 war er als Nachfolger von Burleigh Martin Präsident des Hauses. 1942 wurde er als Kandidat seiner Partei im ersten Wahlbezirk von Maine in das US-Repräsentantenhaus in Washington gewählt. Dort trat er am 3. Januar 1943 die Nachfolge von James C. Oliver an. Nach sieben Wiederwahlen konnte er bis zum 3. Januar 1959 acht zusammenhängende Legislaturperioden im Kongress absolvieren. In dieser Zeit endete der Zweite Weltkrieg. Außerdem fand damals der Koreakrieg statt und es begann der Kalte Krieg. Damals wurde auch der 22. Zusatzartikel zur Verfassung im Kongress beraten und verabschiedet. Dieser Verfassungszusatz beschränkte die Amtszeiten des Präsidenten.
Bei den Wahlen des Jahres 1958 unterlag Hale seinem Vorgänger Oliver, der inzwischen zur Demokratischen Partei übergetreten war. Anschließend praktizierte er als Rechtsanwalt in Washington, wo er am 30. November 1976 auch verstarb.